# Evolutinella
Evolutinella, en ocasiones erróneamente denominado Evolitinella, es un género de foraminífero bentónico de la familia Haplophragmoididae, de la superfamilia Lituoloidea, del suborden Lituolina y del orden Lituolida. Su especie tipo es Evolutinella subevoluta. Su rango cronoestratigráfico abarca desde el Jurásico hasta el Cretácico.

## Discusión
Clasificaciones previas incluían Evolutinella en el suborden Textulariina del orden Textulariida, o en el orden Lituolida sin diferenciar el suborden Lituolina.

## Clasificación
Evolutinella incluye a las siguientes especies:
- Evolutinella albensis †
- Evolutinella boundaryensis †
- Evolutinella ewongueensis †
- Evolutinella idahoensis †
- Evolutinella infirma †
- Evolutinella renzi †
- Evolutinella rotulata †
- Evolutinella subevoluta †
- Evolutinella tympanum †
- Evolutinella ultraminima †
- Evolutinella vallata †

Otras especies consideradas en Evolutinella son:
- Evolutinella clivosa †, de posición genérica incierta
- Evolutinella pseudoportentosa †, de posición genérica incierta